# Čejkaite
La čejkaite è un minerale.

## Etimologia
Il nome è in onore di Jirí Cejka (1929- ), direttore del museo di storia naturale di Praga, per i contributi alla cristallochimica dei minerali di uranio.